# Rodrigo Santoro
Rodrigo Junqueira dos Reis Santoro (Petrópolis, 22 agosto 1975) è un attore e doppiatore brasiliano.
Il suo ruolo più noto è quello del re persiano Serse nei film 300 e 300 - L'alba di un impero.

## Biografia
Nato da padre italiano (Francesco Santoro, originario di Paola, Cosenza Calabria) e madre brasiliana (Maria José Junqueira Dos Reis), si è fatto le ossa in teatro fino a quando nel 1993 ha debuttato in TV nella telenovela Olho no Olho; nel giro di pochi anni è diventato uno dei volti più popolari delle produzioni TV brasiliane. Dopo aver preso parte ai film O Trapalhão e Luz Azul, è stato scelto da Walter Salles per il film Disperato aprile e da Héctor Babenco per Carandiru, pellicola dove ha interpretato una persona transessuale.
Nel 2003 ha ottenuto un piccolo ruolo nel blockbuster Charlie's Angels - Più che mai e successivamente nella commedia sentimentale Love Actually - L'amore davvero. Nel 2004 è stato protagonista della campagna pubblicitaria di Chanel, al fianco di Nicole Kidman, in un intenso spot diretto da Baz Luhrmann. Nel 2006 è entrato nel cast della terza stagione del telefilm Lost dove ha interpretato Paulo, uno dei sopravvissuti allo schianto del volo Oceanic 815. Nel 2007 è stato scelto dal regista Zack Snyder per far parte del cast del kolossal 300, nel ruolo del re dei Persiani Serse.
Nel 2008 ha impersonato un giovane Raúl Castro nei due film che Steven Soderbergh ha dedicato alla figura di Ernesto Che Guevara: Che - L'argentino e Che - Guerriglia. Nel 2014 ha reinterpretato il ruolo di Serse in 300 - L'alba di un impero, midquel del primo film della saga. Nel 2011 ha dovuto imparare l'italiano dopo essere stato scelto quale protagonista del film Il mio paese, girato anche a Roma. Per quest'interpretazione è stato premiato al Festival de Brasília.
Santoro ancora oggi lavora sia a Hollywood sia nelle telenovelas brasiliane. Nel suo Paese d'origine è anche attivo come doppiatore, soprattutto in film d'animazione: è tra l'altro la voce brasiliana del topolino Stuart Little.

## Vita privata
Per un breve periodo ha frequentato l'attrice e modella Luana Piovani. Dal 2012 è sentimentalmente legato alla cantante e attrice Melanie Fronckowiak, che ha sposato nel 2017 i due hanno avuto 2 figli Nina e cora

## Filmografia parziale

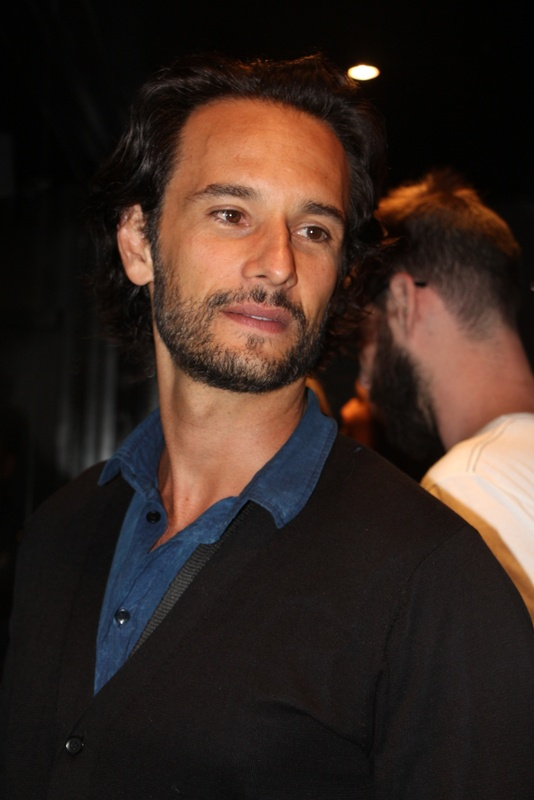
Rodrigo Santoro nel 2014

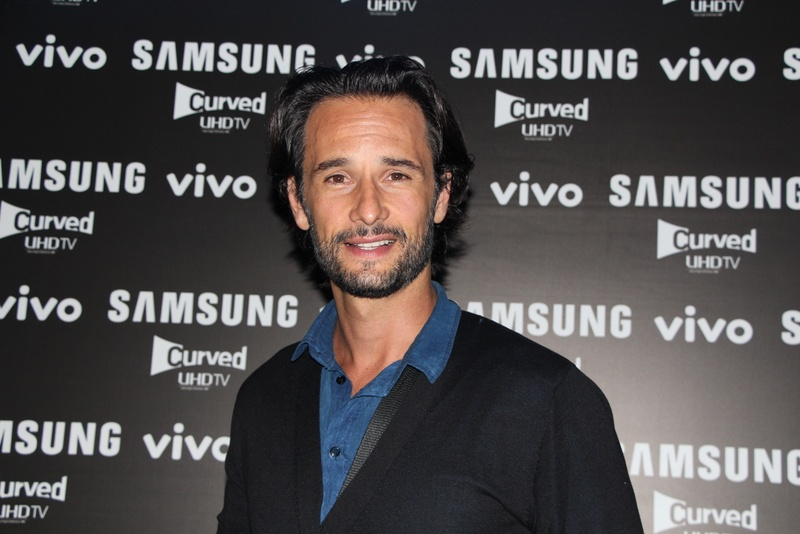
Rodrigo Santoro nel 2014

### Cinema
- Bicho de Sete Cabeças, regia di Laís Bodanzky (2000)
- Disperato aprile (Abril Despedaçado), regia di Walter Salles (2001)
- Carandiru, regia di Héctor Babenco (2003)
- Charlie's Angels - Più che mai (Charlie's Angels: Full Throttle), regia di McG (2003)
- Love Actually - L'amore davvero (Love Actually), regia di Richard Curtis (2003)
- 300, regia di Zack Snyder (2007)
- Os Desafinados, regia di Walter Lima Jr. (2008)
- Redbelt, regia di David Mamet (2008)
- Leonera, regia di Pablo Trapero (2008)
- Che - L'argentino (The Argentine), regia di Steven Soderbergh (2008)
- Colpo di fulmine - Il mago della truffa (I Love You Phillip Morris), regia di Glenn Ficarra e John Requa (2009)
- Laureata... e adesso? (Post Grad), regia di Vicky Jenson (2009)
- Rio, regia di Carlos Saldanha (2011) - voce
- Il mio paese, regia di André Ristum (2011)
- There Be Dragons - Un santo nella tempesta, regia di Roland Joffé (2011)
- Che cosa aspettarsi quando si aspetta (What to Expect When You're Expecting), regia di Kirk Jones (2012)
- The Last Stand - L'ultima sfida (The Last Stand), regia di Kim Ji-woon (2013)
- Rio 2096 - Una storia d'amore e furia (Uma História de Amor e Fúria), regia di Luiz Bolognesi (2013) - voce
- 300 - L'alba di un impero (300: Rise of an Empire), regia di Noam Murro (2014)
- Rio 2 - Missione Amazzonia (Rio 2), regia di Carlos Saldanha (2014) - voce
- Rio, eu te amo, registi vari (2014)
- Focus - Niente è come sembra (Focus), regia di Glenn Ficarra e John Requa (2015)
- The 33, regia di Patricia Riggen (2015)
- Jane Got a Gun, regia di Gavin O'Connor (2016)
- Pelé, regia di Jeff Zimbalist e Michael Zimbalist (2016)
- Ben-Hur, regia di Timur Bekmambetov (2016)
- Un traduttore (Un Traductor) regia di Rodrigo Barriuso e Sebastián Barriuso (2018)
- Project Power, regia di Henry Joost e Ariel Schulman (2020)
- Falling Slowly, regia di Chris Sparling (2020)
- 7 Prisioneiros, regia di Alexandre Moratto (2021)
- O último azul, regia di Gabriel Mascaro (2025)

### Televisione

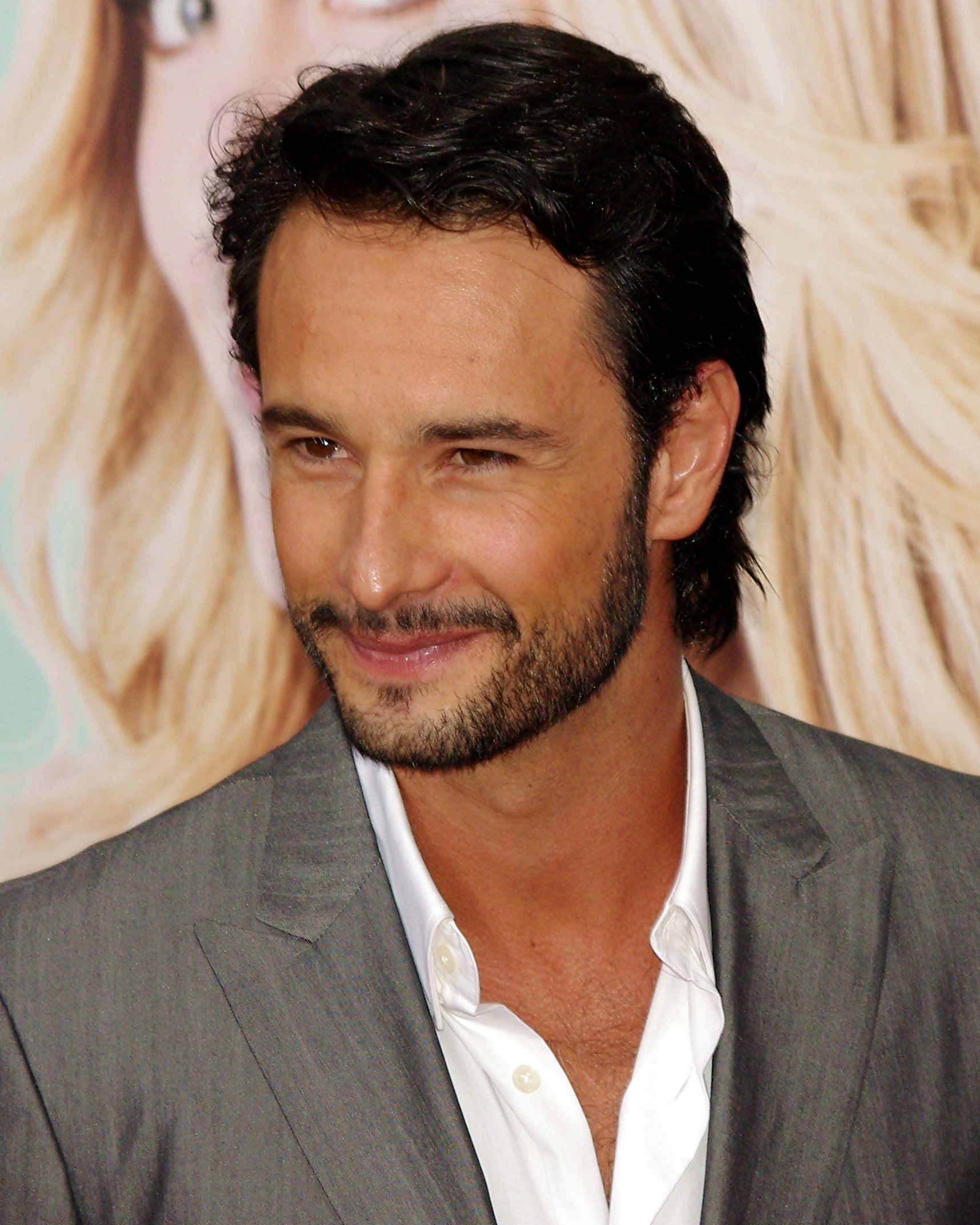
Rodrigo Santoro nel 2012

- Olho no Olho – telenovela (1993-1994)
- Pátria Minha – telenovela (1994-1995)
- Explode Coraçao – telenovela (1995-1996)
- O Amor Está no Ar - telenovela (1997)
- Hilda Furacão - miniserie TV (1998)
- Suave Veneno – telenovela (1999)
- Mulheres Apaixonadas – telenovela (2003)
- Lost – serie TV, 7 episodi (2006-2007)
- As Brasileiras – serie TV, episodio 9x01 (2012)
- Velho Chico – telenovela, 25 episodi (2016)
- Westworld - Dove tutto è concesso (Westworld) – serie TV, 14 episodi (2016-2020)
- Reprisal – serie TV, 10 episodi (2019)
- Buongiorno, Verônica (Bom Dia, Verônica) (2020)
- Sessão de Terapia – serie TV, 2 episodi (2021)
- Senza confini (Sin límites) – miniserie TV, 6 puntate (2022)
- Wolf Pack – serie TV, (2023-in corso)

## Doppiatori italiani
Nelle versioni in italiano delle opere in cui ha recitato, Rodrigo Santoro è stato doppiato da:
- Riccardo Rossi in Carandiru, The Last Stand - L'ultima sfida, The 33, Westworld - Dove tutto è concesso, Project Power
- Gianfranco Miranda in Focus - Niente è come sembra, Ben-Hur
- Alessandro Rossi in 300, 300 - L'alba di un impero
- Christian Iansante in Che - L'argentino
- Fabio Boccanera in Colpo di fulmine - Il mago della truffa
- Riccardo Niseem Onorato in Lost
- Roberto Gammino in Che cosa aspettarsi quando si aspetta
- Giorgio Borghetti in Love Actually - L'amore davvero
- Vittorio De Angelis in Redbelt
- Alessio Cigliano in Laureata... e adesso?

Da doppiatore è sostituito da:
- Emiliano Coltorti in Rio, Rio 2 - Missione Amazzonia
- Dario Oppido in Rio 2096 - Una storia d'amore e furia (Piatã)
- Daniele Raffaeli in Rio 2096 - Una storia d'amore e furia (Junior)